# Montagu Stopford

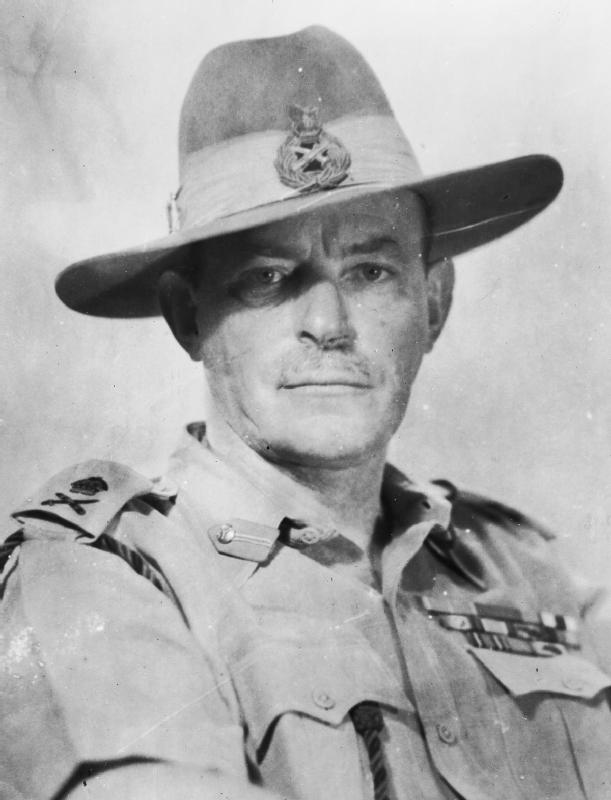
Foto als Lieutenant General um 1945

Sir Montagu George North Stopford GCB, KBE, DSO, MC (* 16. November 1892 in London; † 10. März 1971) war ein britischer Heeresoffizier, der in beiden Weltkriegen diente und den Rang eines Generals erreichte.

## Leben
Stopford wurde als älterer von zwei Söhnen des Offiziers Lionel Arthur Montagu Stopford und dessen Ehefrau Mabel Georgina Emily, geborene Mackenzie, geboren. Er war der Enkel des gleichnamigen Vizeadmirals des 19. Jahrhunderts Montagu Stopford. Nach einer Erziehung am Wellington College und am Royal Military College Sandhurst wurde er 1911 als Second Lieutenant in die Rifle Brigade (Prince Consort’s Own) aufgenommen. Nach einer Dienstzeit in Britisch-Indien kam er 1914 mit dem 2. Bataillon an die Westfront des Ersten Weltkriegs. Im Juni 1916 wurde er im Rang eines Captain Generalstabsoffizier (GSO3) im Stab der 56th (1st London) Division, die im selben Jahr in der Schlacht an der Somme eingesetzt wurde. Im Dezember 1916 wurde Stopford Brigademajor (Stabschef) der dieser Division unterstellten 167th (1st London) Brigade. Er beendete den Krieg im Rang eines Majors und wurde mit dem Military Cross ausgezeichnet und Mentioned in dispatches.
In der Zwischenkriegszeit absolvierte Stopford von 1923 bis 1924 das Staff College Camberley, wo er kurz vor dem Beginn des Zweiten Weltkriegs als Ausbilder tätig war. Beim Westfeldzug und dem Rückzug nach Dünkirchen 1940 befehligte er die 17th Infantry Brigade der 5th Infantry Division und wurde im Januar des folgenden Jahres Kommandeur der wieder aufgestellten 56th Infantry Division. Im Oktober 1941 wurde er zum Kommandanten des Staff College ernannt und übernahm im November 1942 die Führung des XII Corps in Großbritannien, mit dem er im März 1943 an der Übung „Spartan“ beteiligt war. Im Herbst 1943 wurde er nach Indien versetzt, wo er als Nachfolger Philip Christisons den Befehl über das XXXIII Corps der indischen Armee erhielt. Mit diesem führte er im Frühjahr 1944 die Entsatzbemühungen in der Schlacht um Kohima, die Teil der japanischen Operation U-gō war. Diese letzte japanische Offensive auf dem Kriegsschauplatz Burma-Indien scheiterte im Juni 1944. Stopfords Korps nahm auch an den folgenden Operationen zu Rückeroberung Burmas 1944/45 teil. Ende Mai 1945, nach der Eroberung Ranguns, wurde aus seinem Hauptquartier die 12. Armee neu aufgestellt, mit der Stopford die restlichen Operationen des Krieges in Burma führte, während die 14. Armee für den geplanten Angriff auf die Malaiische Halbinsel (Operation Zipper) bereitgestellt wurde. Stopfords Armee vereitelte unter anderem den japanischen Ausbruchsversuch durch das Pegu-Joma.
Nach dem Ende des Krieges befehligte Stopford bis Anfang 1946 das Burma Command, bevor er die Nachfolge Christisons als Oberbefehlshaber der alliierten Streitkräfte in Niederländisch-Indien antrat. Im April 1946 ging er nach Singapur, um den Posten des Commander-in-Chief, Allied Land Forces South East Asia (ALFSEA) anzutreten. Nach einem knappen Jahr in diesem Kommando kehrte er nach Großbritannien zurück, wo er das Northern Command übernahm. Bis zu seinem Eintritt in den Ruhestand 1949 war er zugleich Aide-de-camp des Königs Georg VI.

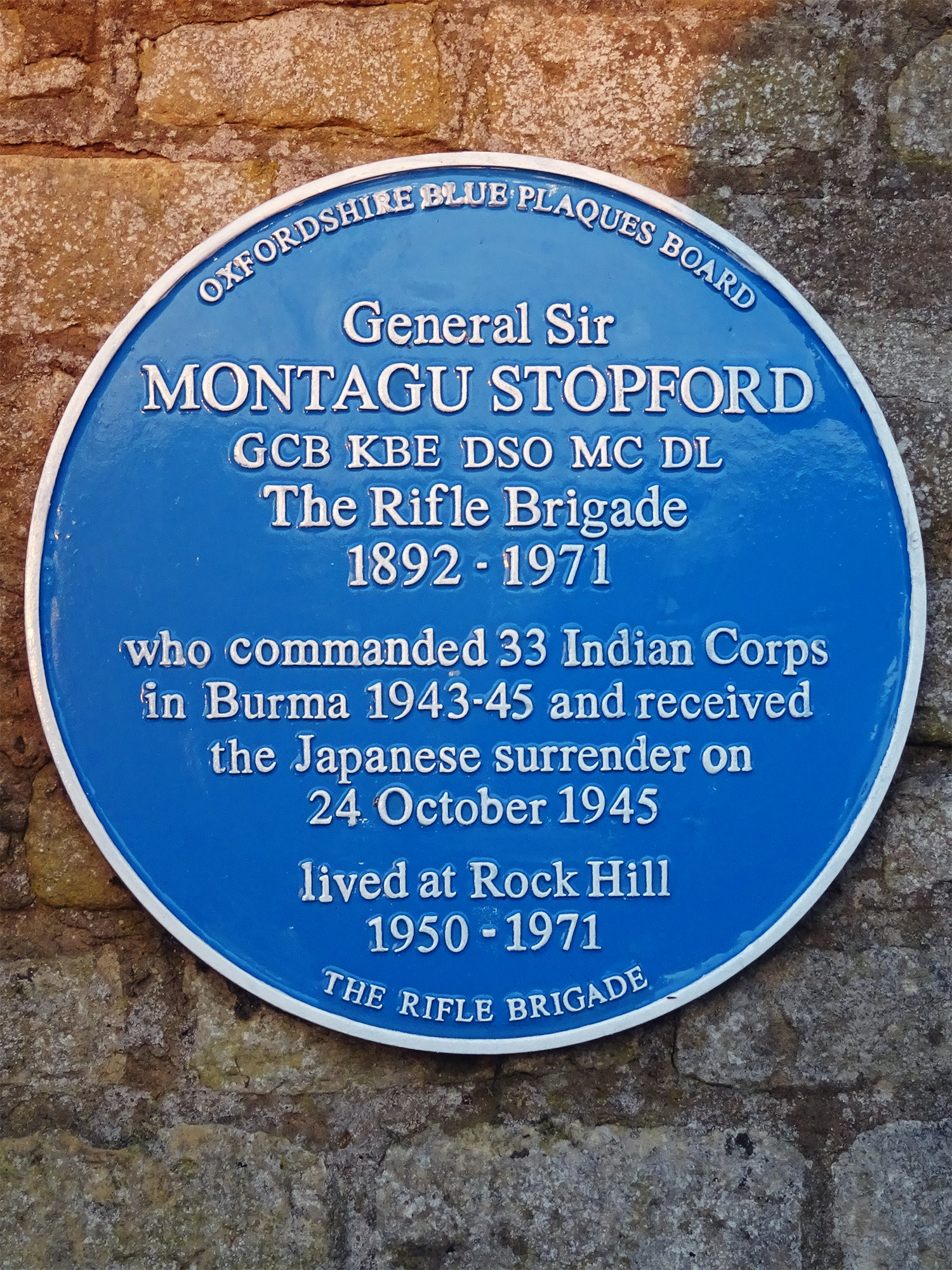
Blue Plaque in Chipping Norton

Stopford verlebte seinen Ruhestand in Rock Hill House, Chipping Norton. Er war ab 1951 Honorary Colonel der Rifle Brigade und ab 1962 Deputy Lieutenant von Oxfordshire. Er starb 1971 im Alter von 78 Jahren. Seit 2008 erinnert ein Blue Plaque am Rock Hill an ihn.